# Meeting the Master
Meeting the Master è il primo singolo dei Greta Van Fleet estratto dall'album Starcatcher, pubblicato il 7 aprile 2023.

## Tracce
1. Meeting the Master – 5:12